# 南浦飛雲
南浦飛雲位於南昌滕王閣南側的撫河橋畔，始建于唐·永征四年（653年）。南浦亭背城臨江，景色迤邐，王勃當年作《滕王閣序》時便提及“南浦飛雲”。王安石也寫詩贊曰：“南浦東崗二月時，物華撩我有新詩，含風鴨綠粼粼起，弄日鵝黃嫋嫋垂。”

在古代，南浦亭是南昌人送客別友之處，隨後稱為接送官員的驛站。“江郎才盡南浦亭”的典故也是出於此處。